# Rejon zdzięcielski
Rejon zdzięcielski (biał. Дзя́тлаўскі раён, Dziatłauski rajon, ros. Дя́тловский райо́н, Diatłowskij rajon) − rejon w zachodniej Białorusi, w obwodzie grodzieńskim.

## Geografia
Rejon zdzięcielski ma powierzchnię 1544,09 km². Lasy zajmują powierzchnię 719,41 km², bagna 32,28 km², obiekty wodne 14,92 km². Graniczy od zachodu z rejonem mostowskim, od północnego zachodu na krótkim odcinku z rejonem szczuczyńskim, od północy z rejonem lidzkim, od wschodu z rejonem nowogródzkim, a od południowego wschodu z rejonem baranowickim obwodu brzeskiego.

## Ludność
- W 2009 roku rejon zamieszkiwały 29 703 osoby, w tym 12 741 w miastach i 16 962 na wsi[3].
- 1 stycznia 2010 roku rejon zamieszkiwało ok. 29 500 osób, w tym ok. 12 700 w miastach i ok. 16 800 na wsi[4].

### Skład etniczny
- Białorusini – 80,3%
- Polacy – 13,6%
- Rosjanie – 4,6%
- inni – 1,5%